# Roy Ramsay
George Leroy F. „Roy” Ramsay (ur. 28 września 1912 w Nassau, zm. ?) – bahamski żeglarz, trzykrotny olimpijczyk.
Trzykrotny uczestnik igrzysk olimpijskich (IO 1960, IO 1964, IO 1968). Podczas igrzysk w 1960 roku zajął 8. pozycję w klasie 5.5. Cztery lata później osiągnął 9. pozycję. Olimpijskie starty zakończył w 1968 roku na 16. miejscu w klasie Dragon.
Zdobył złoty medal w klasie Dragon podczas Igrzysk Ameryki Środkowej i Karaibów 1962.